# Jeanne Eagels
Jeanne Eagels (26 de junio de 1890 – 3 de octubre de 1929) fue una actriz teatral y cinematográfica estadounidense.  

## Primeros años
Su nombre completo era Amelia Jeannine Eagles, y nació en Kansas City, Misuri en 1890, siendo sus padres Edward y Julia Sullivan Eagles (1865-1945), de ascendencia alemana e irlandesa. En el censo estadounidense de 1900 y de 1910 aparece el primer nombre de la actriz como "Eugenia Eagels", y según el mismo y su obituario, era la segunda de varios hermanos, a saber Edna, George, Helen, Leo, y Paul, todos ellos nacidos en Misuri.
Eagels estudió en la escuela parroquial St. Josephy en la Morris Public School, dejando los estudios tras su primera comunión para trabajar como cajera en unos grandes almacenes.

## Carrera
Fue en Kansas City donde empezó su carrera interpretativa, actuando en diferentes espectáculos a muy temprana edad. Dejó Kansas City a los 15 años, y viajó al Medio Oeste de Estados Unidos con el show teatral de los hermanos Dubinsky Brothers. En un principio trabajaba como bailarina, pero con el tiempo fue obteniendo primeros papeles femeninos en comedias y dramas de los Dubinsky. Finalmente se casó con uno de los hermanos Dubinsky, Morris. 
Hacia 1911 llegó a la ciudad de Nueva York donde trabajó como corista, llegando a actuar en las Ziegfeld Follies. En este período uno de sus profesores de interpretación fue Beverly Sitgreaves. En septiembre de 1912 formó parte del reparto de Mind The Paint Girl en el Teatro Lyceum y, entre 1916 y 1917, Eagels trabajó con George Arliss en tres obras consecutivas.
En 1915 actuó en su primera película, haciendo tres filmes para Thanhouser Company entre 1916 y 1917, y en 1918 trabajó en Daddies, una producción teatral de David Belasco.
Posteriormente viajó a Europa, trabajando más adelante, entre 1919 y 1921, en otras producciones de Broadway. 
En 1922 hizo su primer papel como protagonista en la obra Rain, basada en un relato de William Somerset Maugham, en la cual interpretaba a Sadie Thompson. Hizo una gira con dicha obra, representándola por última vez en Broadway en 1926.
En 1925 Eagels se casó con Ted Coy, antigua estrella deportiva de la Universidad de Yale reconvertido en agente de cambio y bolsa. No tuvieron hijos, y se divorciaron en 1928.
A Eagels le ofrecieron en 1926 el papel de "Roxie Hart" en la pieza de Maurine Dallas Watkins Chicago, pero en los ensayos decidió abandonar el proyecto. Posteriormente actuó en la comedia Her Cardboard Lover (1927), en la cual trabajó en escena junto a Leslie Howard. Después, y durante varios meses, hizo una gira con Her Cardboard Lover. Tras no actuar en varias representaciones como consecuencia de una intoxicación alimentaria, Eagels volvió a formar parte del elenco en julio de 1927 en un show en el Teatro Empire. 
Tras una temporada en Broadway, se tomó un descanso en su actividad teatral para rodar una película junto a John Gilbert, la producción de MGM Man, Woman and Sin (1927), la cual dirigió Monta Bell. 
En 1928, tras no presentarse en una función en Milwaukee, Wisconsin, Eagels fue vetada por el sindicato Actors Equity, no pudiendo actuar en obras de teatro durante 18 meses. La prohibición no impidió que Eagels trabajara en el cine, rodando dos filmes sonoros para Paramount Pictures, La carta / La carta trágica (The Letter) y Jealousy (ambas estrenadas en 1929). Su actuación en The Letter le valió a título póstumo la nominación al Oscar a la mejor actriz, premio que ese año conseguiría Mary Pickford por su trabajo en Coquette. Esa nominación fue la primera que la Academia daba a título póstumo a un actor. Sin embargo, según datos de la institución, Eagels fue una de las varias actrices consideradas para la nominación.

## Fallecimiento
Justo antes de su retorno al teatro con una nueva representación en Broadway, Eagels falleció de manera súbita el 3 de octubre de 1929 en la ciudad de Nueva York. Tenía 39 años de edad. Las causas exactas del fallecimiento no se conocen, pero las evidencias apuntaban al alcohol o la heroína. Tras el funeral en Nueva York se  celebró otro en su ciudad natal, Kansas City, siendo enterrada en el Cementerio Calvary. 

## Filmografía
- The Ace of Hearts (1913), corto
- The Bride of the Sea (1913), corto
- A Lesson in Bridge (1914)
- The House of Fear (1915)
- The World and the Woman (1916)
- The Fires of Youth (1917)
- Under False Colors (1917)
- The Cross Bearer (1918)
- The Madonna of the Slums (1919), corto
- Man, Woman and Sin (1927)
- La carta (The Letter, 1929)
- Jealousy (1929), película perdida

## Premios y distinciones
Premios Óscar
| Año  | Categoría    | Película                                 | Resultado |
| ---- | ------------ | ---------------------------------------- | --------- |
| 1929 | Mejor actriz | La carta / La carta trágica (The Letter) | Nominada  |